# Pierre Pierlot
Pierre Albert Pierlot (Parigi, 26 aprile 1921 – Parigi, 9 gennaio 2007) è stato un oboista francese.

## Biografia
Dopo aver iniziato gli studi musicali a Valenciennes con Gaston Longatte, continuò gli studi presso il Conservatorio di Parigi con Louis Bleuzet e consegue nel 1941 il diploma di oboe e musica da camera. Nel 1949 vince il primo premio al Concorso internazionale di Ginevra, nel quale sarà poi più volte membro della giuria.
Nel 1946, a seguito della sua amicizia con il flautista Jean-Pierre Rampal, dà vita al Quintetto a fiato francese con Jacques Lancelot al clarinetto, Gilbert Coursier al corno e Paul Hongne al fagotto. A partire dal 1952, Pierre Pierlot diviene membro del Ensemble baroque de Paris con Robert Veyron-Lacroix e Robert Gendre.
Entra a far parte dell'orchestra dell'Opéra-comique nel 1947, posto che mantiene fino al 1972, quando diviene oboe solista dell'orchestra dell'Opéra de Paris. Nel 1969 viene nominato professore di musica da camera al Conservatoire de Paris e succederà poi a Étienne Baudo nella classe di oboe, incarico che manterrà fino al 1986.
Concertista di fama mondiale, ha avuto dedicati concerti per oboe e orchestra da Milhaud e di Henri Martelli. Ha registrato i più importanti concerti per oboe di autori come Tomaso Albinoni, Antonio Vivaldi, Domenico Cimarosa, Wolfgang Amadeus Mozart, Richard Strauss e Francis Poulenc, con le orchestre dirette da Kurt Redel, Claudio Scimone e Jean-François Paillard.
Muore a Parigi il 9 gennaio 2007 all'età di 85 anni.